# Delia Muntean
Delia Muntean (n. 19 mai 1964, Baia Mare, România) este critic literar român, membru al Uniunii Scriitorilor din România. Este profesoară la Colegiul Național „Vasile Lucaciu” din Baia Mare. Este redactor-șef la Revista de Cultură „Nord Literar”  și redactor-șef adjunct la revista Littera Nova din Madrid.

## Biografie

### Copilăria și studiile
Delia Felicia Muntean s-a născut la 19 mai 1964, în Baia Mare. Până la vârsta de șase ani, trăiește împreună cu familia ei în satul Nistru, apoi se mută în Baia Mare.
Studii: 1972-1978, Școala Generală cu Clasele I-VIII Nr. 6 (denumită azi: Școala Gimnazială „Nichita Stănescu”); 1978-1982, Liceul Pedagogic (denumit ulterior Colegiul Național „Mihai Eminescu”), secția filologie-istorie; 1982-1986, Facultatea de Litere, Universitatea de Nord din Baia Mare, specializarea limba română-limba franceză.
În timpul facultății, frecventează Cenaclul literar „Liviu Rebreanu”, printre colegi aflându-se viitorii scriitori Ioan Es. Pop, Ciprian Chirvasiu, Radu Macrinici, Nicolae Păuna (Scheianu), Cristian Stamatoiu. Face parte, încă din anul întâi de facultate, din redacția revistei studențești Nord, pentru ca în anii trei și patru să ocupe funcția de redactor-șef al publicației.

### Carieră profesională
A funcționat pentru scurte perioade în mai multe școli și licee din județ (Școala Generală cu Clasele I-VIII din Budești; Colegiul Economic „Nicolae Titulescu” și Liceul de Artă – ambele din Baia Mare ș.a.) Din 1995 este titulară la Colegiul Național „Vasile Lucaciu” din Baia Mare, unde funcționează și în prezent.
Din 2001 până în 2006 a fost inspector pentru dezvoltarea profesională și formarea continuă a personalului didactic la Inspectoratul Școlar al Județului Maramureș, iar între anii 2006-2010, 2011-2012, 2016-2017 a fost director la Colegiul Național „Vasile Lucaciu”.
Din 2003 a fost, timp de douăzeci de ani, cadru asociat la Universitatea de Nord din Baia Mare.
În anul 2009 obține, la aceeași instituție, doctoratul în Filologie, cu teza Coordonate postmoderne în creația lui Mircea Cărtărescu, îndrumată de prof.univ.dr. Gheorghe Glodeanu; referenți: Cornel Ungureanu, Ion Simuț și Cornel Munteanu. Lucrarea va fi publicată, cu unele modificări, în anul 2010. 
Din ianuarie 2011 lucrează ca redactor la Revista de Cultură „Nord Literar” din Baia Mare, instituție finanțată de Consiliul Județean Maramureș. Revista apare sub egida Uniunii Scriitorilor din România.
Delia Muntean este membră a Uniunii Scriitorilor din România (critică literară și eseu), Filiala Cluj-Napoca.

## Activitate literară

### Debut
Delia Muntean a debutat publicistic în anul 1984, cu eseul intitulat Homo politicus, un personaj aparte în literatura actuală, în Nord, revistă a CUASC din Centrul Universitar Baia Mare, iar editorial în volumul colectiv Prima verba, Târgoviște: Editura Pandora, 1999.

### Cărți publicate
- De la comunicare la cuminecare. Dimensiuni ontice în opera lui Vasile Voiculescu, Editura Umbria, Baia Mare, 2000, ISBN 973-99536-1-1 (volum semnat Delia Pop);
- Provocări ale postmodernității. Pornind de la Mircea Cărtărescu, Editura Princeps Edit, Iași, 2010, ISBN 606523096-0 (volum semnat Delia Pop);[5][6]
- Incursiuni în lumea cărților, Editura Mega, Cluj-Napoca, 2018, ISBN 978-606-543-971-9;
- Decalogul timpului meu, Editura Mega, Cluj-Napoca, 2019, ISBN 978-606-020-075-8;
- Călătorind prin vremi cu Olga Tokarczuk / Wandering through Times with Olga Tokarczuk, traducere în limba engleză de Zorin Diaconescu, Editura Mega, Cluj-Napoca, 2020, ISBN 978-606-020-227-1;
- Poezia de lângă noi, Editura Grinta, Cluj-Napoca, 2021, ISBN 978-606-037-173-1;
- Pe muchia poemului, Editura Limes, Colecția „Eseuri”, Florești, 2024, ISBN 978-606-799-747-7;
- De veghe la hotarul limbii române. Studii critice privind literatura română din Serbia, vol. I, Editura Institutului de Cultură al Românilor din Voivodina, Zrenianin, Serbia, 2025, ISBN 9778-86-81282-48-9.

Provocări ale postmodernității. Pornind de la Mircea Cărtărescu este considerat de Ion Simuț un „eseu monografic”, diferit de monografiile încetățenite. Exegetul este de părere că autoarea „se descurcă excelent în hățișul extrem de derutant” al teoretizării postmodernismului, lucrarea elaborată de aceasta ocupând „un loc onorabil în bibliografia subiectului”. Remarcă seriozitatea întreprinderii, „suplețea” și „virtuozitatea” interpretării, iar Cornel Ungureanu observă temeinicia documentării, felul în care se echilibrează mysterium tremendum și mysterium fascinans în capitolul „Evanghelia după Mircea” ori exploatarea ingenioasă a „vindecării de timp”.
În volumul Incursiuni în lumea cărților, Simona-Grazia Dima descoperă conexiuni inedite, atent valorificate, între autori din diverse epoci și spații culturale; remarcă tratarea flexibilă a operelor selectate, „buna intuiție comparatistică”, preocuparea pentru meticulozitate, „vocația narativă și descriptivă”. Pentru Dan Grădinaru, autoarea este „o bună propagandistă a literaturii de calitate, din varii câmpuri ale cunoașterii” și afirmă că „se poate avea deplină încredere” în judecățile sale critice. Alexandru Ruja opinează că Delia Muntean practică „o lectură activă”, studiile sale având capacitatea de a genera „noi perspective de dezvoltare hermeneutică”. În volumul Incursiuni în lumea cărților – notează Carmen Dărăbuș – nu întâlnim simple cronici de întâmpinare, ci mai degrabă studii critice propriu-zise, deloc superficiale, trădând „structuri de lucru, sensuri și poziționări în geografia literaturii”, cu trimiteri spre multiple domenii ale cunoașterii. Delia Muntean, apreciază exegeta, urmărește de fiecare dată „ineditul unui demers”, „farmecul personal” al scriitorului și al operei supuse atenției.
Pentru Daniela Sitar-Tăut, Decalogul timpului meu este „una dintre piesele de rezistență” ce teoretizează postmodernismul românesc, iar Aliona Grati, de la Universitatea de Stat din Chișinău, sesizează dimensiunea persuasivă, „sensibilitatea intelectuală”, claritatea expunerii, considerând volumul „o carte de luat aminte”.
În ceea ce privește volumul de eseuri Călătorind prin vremi cu Olga Tokarczuk / Wandering through Times with Olga Tokarczuk, criticul și istoricul literar Alexandru Ruja evidențiază faptul că reprezintă nu doar cel mai amplu studiu apărut în spațiul românesc despre opera epică a autoarei poloneze, dar și cea dintâi „exegeză cu caracter de sinteză și cuprindere” din România. Apreciază felul în care Delia Muntean „simte și înregistrează valoarea”, aceasta scriind favorabil despre cărțile Olgăi Tokarczuk dinainte de obținerea Premiului Nobel.
Referitor la volumul Poezia de lângă noi, Zenovie Cârlugea observă siguranța de sine a comentatoarei, „onesta aplecare” asupra liricii fiecărui autor comentat, „gustul sigur”, înregistrarea în sintagme și enunțuri „definitorii” a ceea ce are specific universul său artistic.
Cu privire la volumul Pe muchia poemului, Constantin Cubleșan relevă algoritmul „atipic” al comentariului, portretele nonconformiste și memorabile, stilul eseistic, adesea poetizant, iar Mircea Popa subliniază „evantaiul semantic [...] atrăgător”, receptivitatea aparte la prefacerile poeziei contemporane și la varietatea registrelor acesteia.

### Ediții îngrijite
Delia Muntean a editat (prefață, repere biobibliografice, antologie și referințe critice) cinci volume în colecția „O sută și una de poezii” a Editurii Academiei Române (pentru autorii: Dimitrie Bolintineanu, Vasile Igna, Vasile Morar, Anton Pann, George Vulturescu) și volumul Un fruct de hârtie. 111 poezii de Doina Uricariu (antologarea poeziilor, prefață și selecția referințelor critice de Delia Muntean, „Itinerar biobibliografic” de Doina Uricariu, Editura Princeps Multimedia Arhivat în 1 ianuarie 2024, la Wayback Machine., Iași, 2022).
A îngrijit (prefață, repere biobibliografice și antologie), între anii 2018-2023, douăsprezece volume din seria „Antologii de autor” a poetului Vasile Morar.

### Alte lucrări
- Colegiul Național „Vasile Lucaciu”: 1962-2002. Studiu monografic, Editura Cub Press 22, Baia Mare, 2003 (coautori: dr. Zoița Berinde, Ioan Păcurar); ISBN 973-98684-7-9;
- Nord Literar. 20 de ani – 20 de interviuri, Supliment al Revistei Nord Literar, coordonator (împreună cu Dana Buzura-Gagniuc și Gheorghe Pârja), Editura Eurotip, Baia Mare, 2023.

### Traduceri
Delia Muntean a tradus din limba franceză volumul Pe drumul către școală de Anne-Marie Blanc, Editura Maria Montessori, Baia Mare, 2015, ISBN 978-606-701-090-9 (traducere și postfață). Scrieri ale sale au fost traduse în limbile sârbă și germană.

### Colaborări la reviste
Acolada, Akademos (Chișinău, Republica Moldova), Alba Iulia Cultural, Alternanțe (München), Amfitrion (Drobeta Turnu Severin), Apostrof (Cluj-Napoca), Conexiuni culturale (Ohio, Cleveland, SUA), Contemporanul. Ideea europeană, Convorbiri literare, Curtea de la Argeș, Dialogica (Chișinău, Republica Moldova), Euphorion, Familia (Oradea), Feed Back, Hyperion, Jurnal israelian (Tel Aviv, Israel), Litere, Literomania (revistă online), Littera Nova (Madrid), Luceafărul de dimineață, Lumina (Pancevo/Novi Sad, Serbia), Lumină lină/Gracious Light (New York), Mișcarea literară, Neuma, Nord Literar (Baia Mare), Poesis (Satu Mare), Poezia (Iași), Scriptor, Steaua (Cluj-Napoca), Tibiscus (Uzdin, Serbia), Tribuna (Cluj-Napoca), Vatra (Târgu Mureș), Vatra veche, Viața românească ș.a.

### Premii importante
- Premiul al III-lea pentru eseu, Concursul Național de Literatură „Moștenirea Văcăreștilor”, Târgoviște, 1998;
- Premiul pentru critică literară, „Cărțile anului”, Baia Mare, 2010, 2011, 2015, 2019, 2022;[21][22]
- Premiul „Eminescu” și Brevetul Medalie „Mihai Eminescu” pentru critică literară, Festivalul Internațional de Literatură „Mihai Eminescu”, Drobeta-Turnu Severin, 2019; [23]
- Marele Premiu al Culturii Românilor „Podul lui Traian”, Festivalul Internațional de Poezie „Drumuri de spice”, Uzdin (Serbia), 2019;
- Marele Premiu pentru Literatură, categoria „Scriitorul anului”, acordat de Primăria Baia Mare, 2022;[4]
- Premiul „Laurențiu Ulici” pentru critică literară, Festivalul Internațional de Poezie, Sighetu Marmației, 2024;[24]
- Premiul pentru critică literară, pentru volumul Pe muchia poemului, Colocviile „George Coșbuc” – Festivalul Național de Poezie, Bistrița, 2024.[25]

### Cronici în mass-media
- Gheorghe Glodeanu, Mircea Cărtărescu și postmodernismul, în Nord Literar, nr. 9-10 (88-89), septembrie-octombrie 2010, p. 3;
- Gheorghe Glodeanu, Fascinanta lume a cărților, în Nord Literar, nr. 9 (184), septembrie 2018, p. 3;
- Carmen Dărăbuș, „Câtă ficțiune, atâta viață”. Delia Muntean, „Incursiuni în lumea cărților”, în Poesis, nr. 4 (317), octombrie-noiembrie-decembrie 2018, p. 13-15;
- Dan Grădinaru, Un critic de încredere, în Familia, nr. 4/aprilie 2019, p. 92-95;
- Simona-Grazia Dima, Savoarea textului literar, în Luceafărul de dimineață, august 2019, p. 16;
- Gheorghe Grigurcu, În perspectivă existențialistă , în România literară, nr. 9-10/1 martie 2019, p. 17;
- Cornel Ungureanu, Delia Muntean. Un nume pentru Nord, în Actualitatea literară, nr. 6/iunie 2019, p. 3;
- Ion Simuț, O carte despre postmodernismul românesc, în Familia, nr. 6 (643), iunie 2019, p. 79-83;
- Constantin Tonu, Plăcerea actului critic, în Steaua, nr. 6/2019, p. 55;
- Emanuela Bușoi, Lumea cărților și (re)nașterea autorilor, în Lumina (Revistă de Literatură, Artă și Cultură Transfrontalieră, Serbia), nr. 1-3 (610-612)/2019, p. 94-97;
- Stan V. Cristea, Delia Muntean – provocările postmodernismului, în Litere, an XX, nr. 7/232, iulie 2019, p. 29-31;
- Zenovie Cârlugea, Delia Muntean. Decalogul timpului meu, în Portal-Măiastra, an XV, nr. 3 (60)/2019, Tg. Jiu, p. 11-12;
- Daniela Sitar-Tăut, Postmodernism sau „postul modernismului”?, în Mozaicul, nr. 6 (248), 2019, p. 12;
- Constantin Tonu, Olga Tokarczuk în spațiul cultural românesc, în Steaua, anul LXXI, nr. 9 (863), septembrie 2020, p. 57;
- Virgil Nistru Țigănuș, Postmodernitatea cu „fețele ei mereu schimbătoare”, în Nord Literar, an XVIII, nr. 1 (200), ianuarie 2020;
- Constantin Tonu, Un reper cultural nordic, în Steaua, 9/2020, p. 58.
- Aliona Grati, Abajur pentru o bibliotecă (sub genericul), în Dialogica, revistă de studii culturale și literatură, editată de Biblioteca Municipală „B.P. Hașdeu”, Secția de Științe Sociale, Economice, Umanistice și Arte a Academiei de Științe a Moldovei, Universitatea de Stat din Moldova, an III, nr. 1, ianuarie-aprilie 2021, p. 138;
- Gheorghe Glodeanu, Vârstele poemului, în Caiete Silvane, nr. 9 (200), sept. 2021, p. 17;
- Raluca Hășmășan, Dimitrie Bolintineanu – moment de pionierat în istoria literaturii române, în Nord Literar, an XIX, nr. 5 (216), mai 2021, p. 14;
- Constantin Cubleșan, Cântecul umblând printre frunze, în Tribuna, an XXI, nr. 483, 16-31 octombrie 2022, p. 24;
- Zenovie Cârlugea, Poezia de lângă noi, în Bibliotheca Septentrionalis, an XXX, nr. 1 (58), iunie 2022, p. 120-122;
- Constantin Cubleșan, Anton Pann – azi, în Nord Literar, an XX, nr. 2 (225), februarie 2022, p. 12.
- Florian Copcea, Decalogul hermeneutic al postmodernismului, în Curtea de la Argeș, an XIII, nr. 4 (137), aprilie 2022, p. 22-23;
- Constantin Cubleșan, „Cuvântul mă ia cu el și mă rostește”, în Apostrof, revistă a Uniunii Scriitorilor, an XXXIV, nr. 6 (397), 2023, ISSN 1220-3122, p. 21.
- Viorel Mureșan, Aici, lângă noi, se află și poezie, în Caiete Silvane, nr. 217/2023, p. 2-3.
- Gheorghe Glodeanu, Fructele hârtiei, în Caiete Silvane, an XIX, nr. 5 (220), mai 2023, p. 6;
- Viorel Mureșan, „Aorta, ca o cârjă de cardinal”, în Steaua, anul LXXIV, nr. 10/octombrie 2023, p. 38-39;
- Virgil Nistru Țigănuș, Delia Muntean. „Călătorind prin vremi cu Olga Tokarczuk”, în Danubius, Revista Muzeului de Istorie „Paul Păltănea”, Galați, an XXXVIII, 2020, p. 575-577;
- Alexandru Ruja, Cu Olga Tokarczuk..., în Orizont, Timișoara, an XXXVI, nr. 1 (1701), ianuarie 2024, p. 22.
- Raluca Giurgiulescu, „Delia Muntean. Pe muchia poemului”, în Philologica Jassyensia, an 2024, nr. 2, p. 347-351.[26]
- Constantin Cubleșan, Întâlniri de taină cu lirica românească, în Steaua, anul LXXV, nr. 8/2024, p. 46-47.[17]
- Mircea Popa, Delia Muntean sau întemeierea critică, în Conexiuni culturale, Ohio, Cleveland, USA, ISSN 2767-9187, p. 18-19.[18]